# 斯特拉斯堡 (密蘇里州)
斯特拉斯堡（英語：Strasburg）是位於美國密蘇里州卡斯縣的城市。

## 人口
根據2020年美國人口普查的數據，斯特拉斯堡的面積為0.50平方千米，皆為陸地。當地共有人口107人，而人口密度為每平方千米214人。